# Gianni Cavina
Gianni Cavina (Bolonha, 9 de dezembro de 1940 – Bolonha, 26 de março de 2022), foi um ator e roteirista italiano.

## Filmografia parcial
- Flashback de Raffaele Andreassi (1969)
- Balsamus, l'uomo di Satana de Pupi Avati (1970)
- Thomas... gli indemoniati de Pupi Avati (1970)
- Il figlio della sepolta viva de Luciano Ercoli (1974)
- Il bacio de Mario Lanfranchi (1974)
- Il Colonnello Buttiglione diventa generale, de Mino Guerrini (1974)
- La mazurka del barone, della santa e del fico fiorone de Pupi Avati (1975)
- Buttiglione diventa capo del servizio segreto de Mino Guerrini (1975)
- Passi furtivi in una notte boia de Vincenzo Rigo (1976)
- La casa dalle finestre che ridono de Pupi Avati (1976)
- Bordella de Pupi Avati  (1976)
- San Pasquale Baylonne protettore delle donne de Luigi Filippo D'Amico (1976)
- Le grand escogriffe de Claude Pinoteau (1976)
- Tutti defunti... tranne i morti de Pupi Avati (1977)
- Quando c'era lui... caro lei! de Giancarlo Santi (1978)
- Voglia di donna  de Franco Bottari (1978)
- Jazz Band, regia di Pupi Avati (1978)
- Atsalut pader de Paolo Cavara (1979)
- Le strelle nel fosso de Pupi Avati (1979)
- L'ingorgo - Una storia impossibile de Luigi Comencini (1979)
- La locandiera de Paolo Cavara (1980)
- Il turno, de Tonino Cervi (1981)
- Cornetti alla crema de Sergio Martino (1981)
- Per favore, occupati di Amelia, de Flavio Mogherini (1982)
- Dancing Paradise de Pupi Avati (1982)
- Noi tre de Pupi Avati (1984)
- Regalo di Natale de Pupi Avati (1986)
- Accadde a Parma (1988)
- L'ispettore Sarti de Marco Serafini (TV) (1991)
- Per non dimenticare  de Massimo Martelli (1992)
- Non chiamarmi Omar de Sergio Staino (1992)
- L'ispettore Sarti 2 (1993)
- Festival de Pupi Avati (1996)
- Porzûs de Renzo Martinelli (1997)
- Il più lungo giorno de Roberto Riviello (1998)
- Onorevoli detenuti  de Giancarlo Planta (1998)
- La via degli angeli de Pupi Avati (1999)
- Sole negli occhi de Andrea Porporati (2001)
- La rivincita di Natale de Pupi Avati (2004)
- Il regista di matrimoni de Marco Bellocchio (2006)
- Baciami piccina de Roberto Cimpanelli (2006)
- Gli amici del bar Margherita de Pupi Avati (2009)
- Una sconfinata giovinezza de Pupi Avati (2010)
- Atelier Fontana - Le sorelle della moda, de Riccardo Milani (2011) (TV)
- Il cuore grande delle ragazze, de Pupi Avati (2011)
- Una grande famiglia, de Riccardo Milani (2012) (TV)

## Morte
Ele morreu em sua cidade natal, Bolonha, em 26 de março de 2022, aos 81 anos.